# Heterophleps arveiata
Heterophleps arveiata är en fjärilsart som beskrevs av Alpheus Spring Packard 1876. Heterophleps arveiata ingår i släktet Heterophleps och familjen mätare. Inga underarter finns listade i Catalogue of Life.